# Бишофф, Гельмут
Гельмут Герман Вильгельм Бишофф (нем. Helmuth Hermann Wilhelm Bischoff; 1 марта 1908, Глогау, Силезия, Германская империя — 1 января 1993, Гамбург, Германия) — немецкий юрист, оберштурмбаннфюрер СС, командир айнзацкоманды 1, входившей в айнзацгруппу IV в Польше, начальник гестапо в Позене и Магдебурге.

## Биография
Гельмут Бишофф родился 1 марта 1908 года в семье мясника. Посещал гимназию в Глогау. С 1923 по 1925 год был членом Союза викингов. После окончания школы в 1926 году изучал юриспруденцию в университетах Лейпцига и Женевы. После сдачи двух государственных экзаменов в 1930 году и 1934 году и получения докторской степени стал работать юристом в земельном управлении в Швайднице и Штрелене.
1 января 1930 года вступил в НСДАП (билет № 203122). В 1933 году был зачислен в Штурмовые отряды (СА). В ноябре 1935 года был принят в ряды СС (№ 272403). 1 октября 1935 года поступил на службу в берлинское гестапо, а в декабре 1935 года возглавил гестапо в Лигнице. С 1 октября 1936 года был начальником гестапо в Харбург-Вильгельмсбурге. 1 октября 1937 года стал руководителем гестапо в Кёзлине.
В сентябре 1939 года стал командиром айнзацкоманды 1, входившей в айнзацгруппу IV в Польше. Задачи айнзацгрупп заключались в «борьбе с враждебными государству „элементами“» и уничтожении польской интиллегенции. Айнзацкоманда 1 была образована в Драмбурге и последовала за 4-й армией вермахта Гюнтера фон Клюге. 5 сентября 1939 года Бишофф вместе со своей командой вошёл в Быдгощ. Его подразделение сыграло важную роль в проведении репрессивных мер в городе, а также осуществляла публичные расстрелы. 10 сентября 1939 года айнзацкоманда вместе с вермахтом провела большую акцию «очистки» рабочего района Шведерово. В последующие недели сентябрьской кампании было совершено ещё несколько акций. В частности, Бишофф лично застрелил в Накле на улице гражданского, подозреваемого в краже, поскольку он считал, что «для долгих заседаний с такими преступниками не было времени». В Пултуске он приказал изгнать евреев в советскую зону.
С октября 1939 года занимал должность руководителя гестапо в Позене. Там он руководил работой форта VII, также известным как «концлагерь Позен», где проводились расстрелы поляков и евреев, а с осени 1939 года — душевнобольных. В этом форту в конце октября 1939 года были убиты 400 пациентов из соседней клиники в Овинске, которых на грузовиках доставили в форт и умертвили в газовой камере.
29 сентября 1941 года был назначен руководителем гестапо в Магдебурге. На этом посту осуществлял депортации евреев в концлагеря Освенцим и Терезиенштадт и был ответственным за казни польских подневольных рабочих, в которых лично принимал участие.
В декабре 1943 года был назначен уполномоченным СД по проведению программы A4 в сублагере Бухенвальда Дора, а с октября 1944 года — уже в концлагере Дора-Миттельбау. На этом посту занимался обеспечением создания баллистических ракет Фау-2. Кроме того, отвечал за безопасность подземного завода Mittelwerk GmbH и был представителем руководителя программы A4 обергруппенфюрера СС Ганса Каммлера, а с 9 февраля 1945 года был командиром внутренней службы безопасности в лагере Дора-Миттельбау. Весной 1945 года принял дополнительные меры против принудительных рабочих, в результате чего несколько тысяч из них были казнены в апреле незадолго до освобождения лагеря.

### После войны
После поражения Германии Бишофф бежал в Баварию, а потом скрывался в Гамбурге. Впоследствии он вернулся в Магдебург, который находился в советской зоне оккупации и где в январе 1946 год был арестован органами советской контрразведки. До 1948 года содержался в специальном лагере № 1 близ Мюльберга, а потом был переведён в специальный лагерь НКВД в Бухенвальде. В 1950 году был депортирован в Советский Союз. В 1955 году был освобождён в числе последних военнопленных. С 1957 по 1967 год работал в поисковой службе немецкого Красного креста. В 1967 году в Эссене был привлечён к суду в качестве главного обвиняемого по делу о преступлениях в концлагере Дора-Миттельбау вместе с эсэсовцами Эрнстом Зандером и Эрвином Бустой. 5 мая 1970 года из-за недееспособности был освобождён. 26 апреля 1970 года дело в отношении него было прекращено по причине слабого здоровья. В 1971 году расследование по поводу расстрелов в Польше в 1939 году, начатое берлинским судом, было прекращено в связи с отсутствием доказательств. В 1976 году расследование относительно его деятельности в Позене было приостановлено из-за его слабого здоровья. Умер в 1993 году в Гамбурге.